# 武者利光
武者 利光（むしゃ としみつ、1931年6月29日 - ）は、日本の物理学者、東京工業大学名誉教授。
東京生まれ。東京大学理学部物理学科卒、同大学院、1963年「ホロー陰極放電における負性抵抗の研究」で理学博士。電気通信研究所勤務、東京工業大学助教授、教授、92年名誉教授、東京理科大学教授、1994年脳機能研究所・ゆらぎ研究所代表取締役。1/fゆらぎを主として研究している。

## 著書
- 『電気磁気学』朝倉書店 理工学基礎講座 1973
- 『量子電子工学 基礎と原理』朝倉書店 理工学基礎講座 1975
- 『ゆらぎの世界 自然界の1/fゆらぎの不思議』講談社ブルーバックス 1980
- 『パソコン・グラフィクス数学』オーム社 パソコン・グラフィクス学習シリーズ 1984
- 『ゆらぎの発想 1/fゆらぎの謎にせまる』日本放送出版協会 1994　NHKライブラリー 1998
- 『人が快・不快を感じる理由 音・映像・触感…"心地よさ"の不思議に迫る』河出書房新社 Kawade夢新書 1999

### 共著・監修
- 『量子効果ハンドブック』共編集 森北出版 1983
- 『パソコン・グラフィクスエレクトロニクス』伊賀健一共著 オーム社 パソコン・グラフィクス学習シリーズ 1984
- 『パソコン・グラフィクス/データ処理・信号解析』寺町康昌共著 オーム社 パソコン・グラフィクス学習シリーズ 1984
- 『電子のゆらぎが宇宙を囁く 1/fゆらぎ講義』富田勲共著 朝日出版社 Lecture books 1985
- 『ゆらぎの医学 1/fゆらぎ健康法』共編著 秀潤社 1985
- 『ゆらぎ・カオス・フラクタル 武者利光・沢田康次/対談集』日本評論社 1991
- 『ゆらぎの科学』全6巻 編 森北出版 1991-96
- 『生体情報工学』小杉幸夫共著 森北出版 電子情報通信工学シリーズ 2000
- 『脳型情報処理 非ノイマン処理への道』小杉幸夫,小谷泰則共著 森北出版 知能情報科学シリーズ 2006
- 『エビデンスに基づく認知症補完療法へのアプローチ 医療者とセラピストに役立つ新脳波技術「NAT」&「DIMENSION」』長谷川和夫共監修 工藤千秋編 ぱーそん書房 2012

## 論文
- <武者利光